# Алексіс (Іллінойс)
Алексіс (англ. Alexis) — селище (англ. village) в США, в округах Мерсер і Воррен штату Іллінойс. Населення — 793 особи (2020).

## Географія
Алексіс розташований за координатами 41°3′46″ пн. ш. 90°33′19″ зх. д. / 41.06278° пн. ш. 90.55528° зх. д. (41.062908, -90.555400).  За даними Бюро перепису населення США в 2010 році селище мало площу 1,23 км², уся площа — суходіл.

## Демографія
Згідно з переписом 2010 року, у селищі мешкала 831 особа в 355 домогосподарствах у складі 239 родин. Густота населення становила 676 осіб/км².  Було 386 помешкань (314/км²).
Расовий склад населення:
| - 99,0 % — білих - 0,4 % — чорних або афроамериканців - 0,2 % — корінних американців |

До двох чи більше рас належало 0,2 %. Частка іспаномовних становила 0,8 % від усіх жителів.
За віковим діапазоном населення розподілялося таким чином: 24,7 % — особи молодші 18 років, 56,3 % — особи у віці 18—64 років, 19,0 % — особи у віці 65 років та старші. Медіана віку мешканця становила 42,7 року. На 100 осіб жіночої статі у селищі припадало 89,3 чоловіків;  на 100 жінок у віці від 18 років та старших — 88,0 чоловіків також старших 18 років.
Середній дохід на одне домашнє господарство  становив 61 351 долар США (медіана — 55 250), а середній дохід на одну сім'ю — 65 591 долар (медіана — 60 833). Медіана доходів становила 47 750 доларів для чоловіків та 32 986 доларів для жінок. За межею бідності перебувало 8,1 % осіб, у тому числі 8,4 % дітей у віці до 18 років та 5,1 % осіб у віці 65 років та старших.
Цивільне працевлаштоване населення становило 470 осіб. Основні галузі зайнятості: освіта, охорона здоров'я та соціальна допомога — 24,9 %, виробництво — 21,3 %, роздрібна торгівля — 10,6 %, транспорт — 10,2 %.